# الأسرة (السوادية)

تعديل مصدري - تعديل

الأسرة هي إحدى قرى عزلة آل منصور بني وهب بمديرية السوادية التابعة لمحافظة البيضاء، بلغ تعداد سكانها 317 نسمة حسب تعداد اليمن لعام 2004.